# Gustav von Görtz-Wrisberg
Gustav Graf von Schlitz gen. von Görtz und von Wrisberg, auf Brunkensen und Brünighausen (* 27. Dezember 1815 in Hannover; † 10. April 1882 in Braunschweig) war Herzoglich Braunschweigischer Oberst und in den Jahren 1868 und 1869 Kommandant des Herzoglich Braunschweigischen Infanterie-Regiments Nr. 92.

## Leben
Von Görtz-Wrisberg war ein Sohn von Moritz Graf von Schlitz gen. von Görtz und von Wrisberg, auf Brunkensen und Brünnighausen (1779–1853) und dessen am 6. August 1811 geheirateten Ehefrau Eugenie von Staff (25. August 1790–17. Mai 1847). Seine Eltern wurden 1821 geschieden.
Er trat am 16. April 1830 als Kadett in den Militärdienst ein, wo er am 24. April 1834 zum Portepee-Fähnrich und am 25. April 1834 zum Sekonde-Leutnant im 3. Bataillon des Infanterie-Regiments ernannt wurde. Nach seiner Beförderung am 1. Januar 1839 zum Premier-Leutnent wurde er am 7. April 1848 Hauptmann und Chef einer Kompanie des Regiments und kam kurz darauf am 14. April im Krieg gegen Dänemark als Generalstabsoffizier zum Stab des 10. Deutschen Bundeskorps. Am 9. November 1848 wurde er als Adjutant zum Stab des Feldkorps und am 18. Oktober 1852 zum Kriegskollegium versetzt. Zudem stand er vom 17. Juni 1853 der Herzoglichen Generaladjutantur zur Verfügung. Am 25. April 1855 erhielt er den Charakter eines Majors und wurde am 9. Mai 1858 Major und etatmäßiger Stabsoffizier des Infanterie-Regiments. Seit dem 6. März 1859 war er Kommandeur des 1. Bataillons und wurde am 3. Mai des Jahres wiederum in den Generalstab versetzt. Hier wurde er vom 31. Mai bis 31. Juli 1859 als Militärsekretär mit der Geschäftsführung im Korpskommando des mobilen 10. Bundeskorps beauftragt. Am 25. April 1863 erhielt er den Charakter eines Oberstleutnants und wurde am 25. April 1865 Kommandeur des Leib-Bataillons, wo er am 7. Mai des Jahres zum Oberstleutnant ernannt wurde. Am 17. Mai 1865 wurde er Kommandant des Herzoglich Braunschweigischen Infanterie-Regiments Nr. 92 und dort am 24. September 1868 zum Oberst befördert, ehe er am 5. Februar 1869 in Pension ging.

## Familie
Von Görtz-Wrisberg war mit seit dem 21. April 1847 mit Eugenie Karoline Julie Henriette von Hertzberg (1823–1871), Tochter des Generalleutnants Friedrich August von Herzberg, verheiratet. Mit ihr hatte er mehrere Kinder:
- Josefine Minette Emma Elisabeth (1849–1931) ⚭ am 16. Oktober 1875 mit Thilo von Weyhe
- Moritz Christoph Krake Lubbrecht (1851–1898) ⚭ am 14. Mai 1880 mit Valeska Sophie Melanie Amalie Elsbeth von Rudolphi (1858–1916)
- Moritz Georg Gerhard Stamm Sittig (1853–1918) ⚭ am 8. Oktober 1898 mit Elisabeth Therese Mathilde von Erdmannsdorff (* 1866)
- Eva-Sofie Helene Adolfine (1855–1890) ⚭ am 28. Juli 1884 mit Professor Klencke
- Hans Eitel Plato Eustach (1856–1914) ⚭ am 14. Oktober 1902 mit Augusta Ernestine Maria Julia Giller (* 1865)
- Elise Adolfine Karoline Eugenie Irmelis (1859–1909)
- Simon Erasmus Ehrenhold Balthasar Vollbrecht Leopold (1862–1931) ⚭ am 27. September 1887 mit Therese Charlotte Elisabeth von Bremer (1867–1935)

Nach dem Tode seiner Frau heiratete er am 8. Juli 1876 Ellen Klara von Cotta (1846–1936).
Von Görtz-Wrisberg war der Bruder von Alfred (1814– vor 1853), Adolf (1817–1888) und Hermann von Görtz-Wrisberg. Er hatte eine ältere Schwester Constance Adelaide Emma (1812–1896), die seit 1832 mit dem braunschweigischen Kammerrat Friedrich Freiherr von Löhneysen (1804–1878) verheiratet war.